# Tupinambis quadrilineatus
Tupinambis quadrilineatus és una espècie de sauròpsid (rèptil) escatós de la família Teiidae àmpliament distribuïda en el Cerrado del Brasil i ha estat almenys tan a prop com la Chapada de Guimaraes al nord de Cuiabá, Mato Grosso.